# Escuderia Bandeirantes
A Escuderia Bandeirantes foi uma equipe de Formula 1 e outros torneios criada na Europa por Chico Landi, usando carros usados da Maserati.
Em 1952, Chico Landi criou a Escuderia Bandeirantes, com três Maserati A6GCM, para disputar grandes prêmios na Europa. Gino Bianco acompanhou-o para ser um dos pilotos. Além dos dois brasileiros, a Escuderia Bandeirantes teve o uruguaio Eitel Cantoni e, em duas corridas, o holandês Jan Flinterman e o francês Philippe Étancelin (ambos disputaram uma etapa). Os carros dos brasileiros eram pintados de amarelo e tinham rodas azuis – era a pintura nacional exigida pela FIA. Não era uma equipe rica: inscreveu-se apenas em quatro GPs, às vezes com somente dois carros, e seu melhor resultado foi o 8º lugar de Landi no GP da Itália.